# Laocheng (köpinghuvudort i Kina, Jiangxi Sheng, lat 24,69, long 114,99)
Laocheng är en köpinghuvudort i Kina. Den ligger i provinsen Jiangxi, i den sydöstra delen av landet, omkring 450 kilometer söder om provinshuvudstaden Nanchang. Antalet invånare är 10 245. Befolkningen består av 5 085 kvinnor och 5 160 män. Barn under 15 år utgör 19,0 %, vuxna 15-64 år 69 %, och äldre över 65 år 10,0 %.
Runt Laocheng är det ganska tätbefolkat, med 139 invånare per kvadratkilometer. Närmaste större samhälle är Lishi, 13,7 km norr om Laocheng. I omgivningarna runt Laocheng växer i huvudsak städsegrön lövskog.
Genomsnittlig årsnederbörd är 1 969 millimeter. Den regnigaste månaden är maj, med i genomsnitt 376 mm nederbörd, och den torraste är oktober, med 19 mm nederbörd.